# Daybreak (película de 2000)
Daybreak es una película estadounidense de acción, aventura y drama de 2000, dirigida por Jean Pellerin, escrita por Geri Cudia Barger, Jonathan Raymond y Phillip J. Roth, musicalizada por Daniel Nielsen, en la fotografía estuvo Patrick Rousseau y los protagonistas son Roy Scheider, Ted McGinley y Ken Olandt, entre otros. El filme se estrenó el 19 de diciembre de 2000.

## Sinopsis
Este largometraje trata acerca de varias personas que tratan de hallar la salida del túnel del metro luego de un terremoto muy destructivo.